# Strepenral
De strepenral (Sarothrura affinis) is een vogel uit de familie Sarothruridae. Deze familie werd lang beschouwd als een onderfamilie van de rallen, koeten en waterhoentjes (rallidae). In het Afrikaans heet de vogel gestreept vleikuiken.

## Verspreiding en leefgebied
Deze soort komt voor in oostelijk en zuidelijk Afrika en telt twee ondersoorten:
- S. a. antonii: van zuidelijk Soedan tot oostelijk Zimbabwe.
- S. a. affinis: Zuid-Afrika.